# Travis Jankowski
Travis Paul Jankowski (ur. 15 czerwca 1991) – amerykański baseballista występujący na pozycji środkowozapolowego w New York Mets.

## Przebieg kariery

### College
Jankowski studiował na Stony Brook University, gdzie w latach 2010–2012 grał w drużynie uczelnianej Stony Brook Seawolves. W 2011 uzyskał średnią 0,355, skradł 30 baz i został wybrany do pierwszego składu All-America East Conference. W 2012 zaliczył najwięcej w NCAA odbić (110) i ósmą w rozgrywkach akademickich w kraju średnią 0,414. Seawolves zanotowali najlepszy bilans w historii uczelni (50–12), zdobyli mistrzostwo America East Conference i po raz pierwszy uzyskali awans do College World Series. Jankowski został wybrany najlepszym zawodnikiem America East Conference i po raz drugi wybrany do pierwszego składu tej konferencji. Został pierwszym w historii uniwersytetu Stony Brook, który został wybrany w pierwszej rundzie draftu MLB.

### San Diego Padres
W czerwcu 2012 został wybrany w drafcie z numerem 44. przez San Diego Padres. Zawodową karierę rozpoczął w AZL Padres (poziom Rookie) i Fort Wayne TinCaps (Class A). Sezon 2013 spędził w Lake Elsinore Storm (Class A-Advanced). W 2014 grał w AZL Padres, Eugene Emerald (Class A-Short Season), Lake Elsinore Storm i San Antonio Missions (Double-A). Sezon 2015 rozpoczął od występów w San Antonio Missions, a 22 lipca został przydzielony do El Paso Chihuahuas (Triple-A), w którym rozegrał 24 mecze, uzyskując średnią 0,392.
19 sierpnia 2015 został powołany do 40-osobowego składu San Diego Padres. Trzy dni później zadebiutował w Major League Baseball w wygranym przez Padres 9–3 meczu z St. Louis Cardinals, w którym zaliczył dwa odbicia, w tym RBI single. 13 września 2015 w spotkaniu z San Francisco Giants zdobył swojego pierwszego home runa w MLB. W sezonie 2016 cztery razy skradł bazę domową.